# Тръстеник
 Тази статия е за града в България.  За други значения вижте Тръстеник (пояснение).  
Тръстенѝк е град в Северна България. Той се намира в област Плевен и е в близост до град Плевен. Градът се намира в община Долна Митрополия и е най-голямото населено място в нея. По данни на ГРАО към 15 юни 2023 г. в града живеят 4306 души по настоящ адрес и 4424 души по постоянен адрес.

## География
Град Тръстеник е разположен на 7 км от общинския център Долна Митрополия, на 18 км северозападно от областния център Плевен и на около 30 км от река Дунав. Намира се между реките Вит и Искър, в средата на льосова слабохълмиста равнина. Разполага се на 43° и 31' с.ш. и 24° и 30' и.д..
Землището на града има площ от 89 900 дка, а самото селище 3,3 km².

### Морфография
Средната надморска височина на Тръстеник е 112 m. Селището е разположено в долиновидно понижение с посока запад – изток, в средата на което извира малка бара. Най-високите места в землището са разположени по линията на местностите Батловец (ок. 170 m) към Мерашки колиби, Пояса и Мончов въртоп. Най-ниските места са около долното течение на барата (75 m).

### Геоложка основа
Това са льосови седименти (наричани от местните жители жълтопръстица), които имат неблагоприятни характеристики при строежа на сгради и прекарване на водопроводи, поради пропадъчността на този вид скали. Наблюдава се слягане в най-равните места и огъване стените на постройките в самото селище. При черни пътища врязването на коловозите достига няколко метра.

### Релеф
Релефът е слабо хълмист и равнинен. Действителните наклони варират от 0 до 12 градуса. От север на юг се редуват десетина суходолия със субпаралелно разположение (запад – изток) – Рибенски дол, Срен дол, Сиджим дол, Щърбашки геран – Барата, Дълбоки дол и др. Редица местности носят името въртоп, но всъщност това са типични слягания в льоса.

### Климат
Климатът е умерено-континентален. Зимата е студена със средни температури от −2,2 °C през най-студения месец януари, а лятото е горещо със средни температури през юли 23 – 25 °C. Средната годишна температура е 11,4 °C. Валежите са неголеми – около 500  mm годишно, като имат максимум през късната пролет и лятото (май – юни) и минимум през февруари, който често се премества в септември. По-рядко от околните селища се наблюдават градушки. Преобладаващите ветрове са запад-северозападните, наричани горняк. Те носят най-много валежи. Духат още източни (долняк) и северни ветрове (севериняк). Рядко се наблюдава фьон. Мъглите са по-рядко явление, отколкото в съседните селища.
Населеното място страда от недостиг на водни ресурси. Този проблем лятото се отрязява върху отглеждането на селкостопански култури.

## История
На мястото на Тръстеник има разкрити четири могили и няколко малки римски селища (в местностите Четирите могили, Щърбашки геран и Фондовите лозя по пътя за с. Победа. Едно от друго те се разполагат на разстояние от няколко километра. Намерените находки са от I – II век. Съхраняват се в Историческия музей в Плевен. За селище със сегашното име не се споменава до XV век.
В средата на 20-те години на XX век по инициатива на Янаки Моллов в Тръстеник е реализирана експериментална програма с държавно финансиране за създаване на модерни („образцови“) земеделски стопанства.

## Политика
Кметове на гр. Тръстеник от периода преди 1989 г. са:
- 1979 – 1983-Йордан Кузманов
- 05.19831 – 12.1990-Детелин Духлински

Кметове на гр. Тръстеник от периода след 1989 г. са:
- 1991 – 1995 – Валентин Петров Джаровски; БЗНС „Н. Петков“, СДС
- 1995 – 1999 – Борислав Цветанов Ацов; БСП
- 1999 – 2003 – Валентин Петров Джаровски; ОДС
- 2003 – 2007 – Асен Великов Гангов; БЗНС – Народен съюз, СДС
- 2007 – 2011 – Петър Валентинов Петров; „ДА – Демократична Алтернатива за община Долна Митрополия“ (СДС, ССД, ВМРО, ЕНП)
- 2011 – 2015 – Васко Йорданов Петков; „Земеделци и демократи за Долна Митрополия“ (БЗНС, ЗНС, СДС, ДСБ, ОДС, ГЕРГЬОВДЕН)
- 2015 – 2019 – Емил Величков Денков
- 2019-2023-Методи Сирашки
- 2023-Методи Сирашки

## Икономика
Тръстеник е с най-голямата обработваема площ в община Долна Митрополия, има голям брой регистрирани земеделски производители. Извън града са разположени ферми за отглеждането на едър рогат добитък, складове и сгради за ремонт и поддръжка на трактори и друга земеделска техника. Функционира дървообработващо предприятие.
В землището на Тръстеник се намират останките на промишлен комплекс за отглеждане на телета, създаден по времето на социализма. Разположен на североизток от населеното място, комплексът е бил предвиден за отглеждане и угояване на 21 000 телета. Построени са били шест кръгли халета за угояване на по 3000 телета.

## Обществени институции
В града има общност на Евангелската методистка епископална църква.

### Църковен храм „Свето Успение Богородично“
Храмът „Свето Успение Пресвета Богородица“ е построен в периода от 1880 до 1886 година и осветен на 15 август 1886 г. от митрополит Константин. Изграден е от камък, тухли, вар и пясък, с централен купол. Първото изографисване е направено от неизвестен зограф и е заличен през 1938 г. Втората зография е извършена от Илия Пефев през 1942 г. Иконостасът е дървен, а иконите са дело на Нестор Траянов. До църквата се намират килия с две стаи и камбанария, строени през 1937 г.
Служили свещеници
- Никола Гучилов Буров (поп Никола), 1898 – 1902 г.
- Рафаил Божков Монов, 1902 – 1937 г.
- Иван Тодоров, 1937 – 1944 г.
- Николай Ангелов Нинов, 1939 – 1941 г.
- Христо Стоянов Христов, 1941 – 1946 г.
- Димитър Стоянов Цолов, 1946 – 1967 г.
- Василий Стоев Вълков, 1946 – 1955 г.
- Стефан Тодоров Георгиев, 1967 – 1971 г.
- Христо Христов Дичков, 1971 – 2000 г.
- Стефан Пачков Радински, 2000 – 2022 г.

### Действащо народно читалище „Неофит Рилски“
Основателите на читалището в град Тръстеник са главният учител в Плевен Нестор Марков, Симеон Романов, Николчо Доровски Коце Конов, Парашкев Монов, Мичо Захариев, Дано Маринов и други.

## Културни и природни забележителности
- Паметник – костница на загиналите във войните през 1912 – 1913 и 1915 – 1918 г. от град Тръстеник
- Паметник бюст на Майор Павел Лазаров Павлов
- Памeтник на Фердинад Александров
- Паметник на Никола Доровски

## Редовни събития
- Празник на града – Спасовден, празнува се 40 дни след Великден;
- Отдаване почит на загиналите във войните за обединението на България – 6 май

### Традиционен кукерски празник „Кьорава кобила“ – Ивановден[8]
Ритуалът „Кьорава кобила“ е традиционен за град Тръстеник. Той се провежда всяка година на Иванов ден от незапомнени времена. Ритуалът се свързва с една легенда за спасяването на тогавашното село Марашки Тръстеник от турско разорение. Легендата е записана и съхранена от читалищния деец Симеон Кънчев, а тя гласи:
„Населението на село Марашки Тръстеник е било с особен статут по време на османската власт, плащало е данъците си в коне. Кобилата на един селянин – Иван била много стара и ослепяла. Иван бил много привързан към нея и му дожаляло да я убие. Завел я в полето и я пуснал, за да не става свидетел на смъртта ѝ. Не минало много време и в селото избухнала страшна болест, която покосила всички коне. Посред зима на 20 януари (Ивановден) пред портата на Иван се появила старата му любима кобила с няколко малки кончета. Пред очите на невярващия си стопанин старата кобила се свлякла и издъхнала. Благодарение на нейните кончета тръстеничани отново развъдили конете в селото и платили данъка си към Османската империя. От този ден нататък в чест на кобилата, спасила селото от разорение на Ивановден, младежи се преобличат в маскарадни костюми, пресъздават образа на кобилата и нейните кончета, за здраве и берекет на населението.
Ритуалът „Кьорава кобила“ започва в полунощ срещу Ивановден с обхождане на населеното място. Събрани в дома на водача маскираните тръгват по домовете на именниците. Обиколките им са съпровождани с много шум, песни, викове, музика. Стопаните посрещат с радост „кобилата“ и нейните спътници. В групата задължително присъстват:
- „кобилата“ – дървена конструкция, завита с черга, най-често колна, полуподвижна дървена глава с хлопка на шията. Под конструкцията се движат двама мъже, обикновено младежи, които изпълняват движения, придаващи комедийност на образа.
- „старец“ – мъж облечен в бяло облекло, скъсан кожух, с овчи калпак и широк тъкан пояс, поръсен с брашно и закичен с червено мушкато. Той води кобилата. В ръцете си държи тояга, с която направлява движенията на кобилата.
- „булка“ – обикновено това е мъж, по-висок от младоженеца, облечен с булчинска носия;
- „младоженец“ – по-дребен и слаб от булката, който през цялото време твърде комично прави опити да я целуне, гали или бие.
- „поп“ – чете за здраве, благославя като обилно ръси с вода и венчава младите;
- „доктор“ – лекува болната кобила, а на ред с нея и събралите се хора;
- „баба с бебе“ – стара баба с малко бебе, която обикновено иска от стопаните храна за детето
- „магаре“ – човек, който носи даровете.

Посетеният от групата на „кьоравата кобила“ дом се счита за защитен от болести и лоши неща, и е благословен за цялата година. Заключителната част на празника е на площада, където е събрано населението. Там се „разиграват“ „кобилите“, „раждат“ се малките кончета, попа венчава младоженците и др.

## Известни личности
Родени в Тръстеник
- Павел Лазаров Павлов – полковник, летец – герой, загинал през 1943 г. в защита на небето над София през Втората световна война
- Никола Пенков Доровски – поет, написал книгата „Открадната младост“, учил право в Софийския университет, антифашист, политзатворник, партизанин, убит през 1944 г. и хвърлен в р. Искър.
- Фердинанд Александров Канджов – антифашист, политзатворник, партизанин, обесен през 1943 г.
- Антон Балтаков – генерал, герой от Първата Световна война